# Góry Nadbrzeżne
Góry Nadbrzeżne (Pacific Coast Ranges w Kanadzie, Pacific Mountain System w Stanach Zjednoczonych, Peninsular Ranges na Półwyspie Kalifornijskim i Sierra Madre Zachodnia w Meksyku) – zachodnia część Kordylierów w Ameryce Północnej, ciągnąca się wzdłuż wybrzeża Oceanu Spokojnego od Alaski do środkowego Meksyku. Składa się z wielu pasm górskich. Podążając z północy na południe, są to:
- Kenai Mountains (powierzchnia: 26 512 km², najwyższy szczyt: Truuli Peak 2015 m n.p.m.), południowa Alaska
- Chugach Mountains (50 319 km², Mount Marcus Baker 4016 m n.p.m.), południowa Alaska
- Talkeetna Mountains (26 537 km², Sovereign Mountain 2697 m n.p.m.), południowa Alaska
- Yukon Ranges (364 710 km²), Alaska, Jukon
  - Góry Wrangla (49 870 km², Mount Blackburn 4996 m n.p.m.), południowa Alaska
  - Ogilvie Mountains (43 088 km², Mount Frank Rae 2360 m n.p.m.), Jukon
    - Nahoni Range (4535 km²)

  - Pelly Mountains (44 014 km², Fox Mountain 2404 m n.p.m.), Jukon
    - Big Salmon Range (9001 km², Gray Peak 2174 m n.p.m.)
    - Glenlyon Range (2589 km²)
    - Saint Cyr Range (6224 km²)
- Góry Świętego Eliasza (112 509 km², Logan 5966 m n.p.m.), południowa Alaska, południowo-zachodni Jukon, dalej ku północnemu zachodowi Kolumbia Brytyjska
  - Alsek Ranges (33 131 km², Buckwell Peak 2721 m n.p.m.)
    - Fairweather Range (9936 km², Mount Fairweather 4671 m n.p.m.)
    - Takshanuk Mountains (Tukgahgo Mountain 1425 m n.p.m.), Haines, Alaska. Pomiędzy rzekami Chilkat i Chilkoot
- Coast Mountains (336 962 km², Mount Waddington 4019 m n.p.m.), Alaska, Jukon, Kolumbia Brytyjska
  - Boundary Ranges (Mount Ratz 3090 m n.p.m.), południowo-wschodnia Alaska, południowo-zachodnia Kolumbia Brytyjska
    - Adam Mountains (50 km²), Alaska
    - Ashington Range, Kolumbia Brytyjska
    - Boundary Range (114 km²), Alaska, Kolumbia Brytyjska
    - Burniston Range (2064 m n.p.m.), Kolumbia Brytyjska
    - Chutine Icefield
    - Dezadeash Range (1005 km²), Jukon
    - Florence Range (153 km²), Kolumbia Brytyjska
    - Halleck Range (127 km²), Alaska
    - Juneau Icefield (3900 km², Devils Paw 2616 m n.p.m.), Alaska, Kolumbia Brytyjska
      - Sawtooth Range (97 km²), Alaska

    - Kakuhan Range (323 km²), Alaska
    - Lincoln Mountains (235 km²), Alaska
    - Longview Range (165 km²), Kolumbia Brytyjska
    - Peabody Mountains (1387 km²), Alaska
    - Rousseau Range (264 km²), Alaska
    - Seward Mountains (107 km²), Alaska
    - Snowslide Range (189 km²), Kolumbia Brytyjska
    - Spectrum Range (Yeda Peak 2263 m n.p.m., 12 wulkanów), Kolumbia Brytyjska
    - Stikine Icecap (21 876 km², Devils Thumb 2767 m n.p.m.), Alaska, Kolumbia Brytyjska
      - Chechidla Range (3236 km²), Kolumbia Brytyjska
      - Cheja Range (732 km²), Kolumbia Brytyjska

  - Kitimat Ranges (62 777 km²), Kolumbia Brytyjska: północne i zachodnie wybrzeże
    - Bare Top Range (34 km²)
    - Countess of Dufferin Range (54 km²)
    - Kitlope Range (238 km²)
    - North Coastal Archipelago, Kolumbia Brytyjska: północne wybrzeże
      - Bell Range (64 km²), Porcher Island
      - Spiller Range (51 km²), Porcher Island
      - Chismore Range (22 km²), Porcher Island
      - Burnaby Range (30 km²), Pit Island
      - Cape Range (82 km²), Calvert Island
      - Richardson Range (85 km²), Princess Royal Island
      - Murphy Range (19 km²), Princess Royal Island
      - Williams Range (24 km²), Denny Island
      - Wimbledon Range (60 km²), Gribbell Island

    - Tenaiko Range (185 km²)

  - Pacific Ranges (108 237 km², Mount Waddington 4019 m n.p.m.), Kolumbia Brytyjska: centralne i południowe wybrzeże
    - Rainbow Range (Tsitsutl Peak 2495 m n.p.m.), czasami uważane za część Interior Plateau
    - Niut Range (3600 km²)
    - Pantheon Range (5568 km², Mount Vishnu 3008 m n.p.m.)
    - Waddington Range (4002 km², Mount Waddington 4019 m n.p.m.)
    - Whitemantle Range (3393 km², Whitemantle Mountain 2985 m n.p.m.)
    - Chilcotin Ranges (8864 km²)
      - Dickson Range (3496 km², Dickson Peak 2809 m n.p.m.)
      - Shulaps Range (2978 km², Shulaps Peak 2880 m n.p.m.)
      - Camelsfoot Range (2390 km², Red Mountain 2445 m n.p.m.)
      - Potato Range (320 km²)
      - Leckie Range (78 km²)

    - Bendor Range (6993 km², Whitecap Mountain 2918 m n.p.m.)
    - Lillooet Ranges (8158 km², Skihist Mountain 2968 m n.p.m.)
      - Cayoosh Range (3768 km², 2855 m n.p.m.)
      - Cantilever Range (1100 km², Skihist Mountain 2968 m n.p.m.)

    - Douglas Ranges (4921 km², Mount Robertson 2252 m n.p.m.)
    - Tantalus Range (4597 km², Mount Tantalus 2608 m n.p.m.)
    - Garibaldi Ranges (4337 km², Wedge Mountain 2892 m n.p.m.)
      - Garibaldi Névé (35 km²)
      - Fitzsimmons Range (Overlord Mountain 2625 m n.p.m.)
      - McBride Range (228 km²)
      - Spearhead Range (83 km²)
      - Golden Ears (1716 m n.p.m.)
      - Misty Icefield
      - Bastion Range (50 km²)

    - Ha-Iltzuk Icefield (3610 km²)
    - Homathko Icefield (2000 km², Mount Grenville 3126 m n.p.m.)
    - Clendinning Range (1502 km²)
    - North Shore Mountains (939 km², Brunswick Mountain 1788 m n.p.m.)
      - Cypress Group (Mount Strachan 1454 m n.p.m.)
      - Grouse Area (Crown Mountain 1504 m n.p.m.)
      - Cathedral/Lynn Range (Cathedral Mountain 1737 m n.p.m.)
      - Fannin Range (213 km², Bagpipe Peak 1657 m n.p.m.)
      - Britannia Range/Lions Area (270 km², Brunswick Mountain 1788 m n.p.m.)

    - Cadwallader Range (Mount Noel 2541 m n.p.m.)
    - Compton Névé (714 km²)
    - Pemberton Icefield (300 km²)
    - Bunster Range (290 km²)
    - Namu Range (197 km²)
    - Edwards Range (179 km²)
    - Caren Range (169 km²)
    - Lillooet Icecap (165 km²)
    - Earle Range (158 km²)
    - Bazalgette Range (146 km²)
    - Unwin Range (142 km²)
    - Gastineau Range (107 km²)
    - Pembroke Range (75 km²)
    - Koeye Range (68 km²)
    - Broughton Archipelago (68 km²)
      - Georgina Range (53 km²), Gilford Island
      - Calliope Range (15 km²), Broughton Island

    - Wharncliffe Range (55 km²)
    - Lewis Range (52 km²)
    - Tottenham Range (46 km²)
    - Franklyn Range (44 km²)
    - Fraser Range (37 km²)
    - Nicholl Range (21 km²)
    - Colville Range (20 km²)
    - Sir Harry Range (18 km²)
    - Conical Range (13 km²)
    - Mission Ridge
    - Monarch Icefield
- Insular Mountains (133 879 km²), Kolumbia Brytyjska
  - Vancouver Island Ranges (45 373 km², Golden Hinde 2197 m n.p.m., 20 zidentyfikowanych pasm), Vancouver Island
    - Refugium Range (239 km², 701 m n.p.m.)
    - Sophia Range (150 km²)
    - Genevieve Range (101 km²)
    - Karmutzen Range (64 km²)
    - Hankin Range (287 km²)
    - Franklin Range (200 km²)
    - Bonanza Range (150 km²)
    - Sutton Range (448 km², Victoria Peak 2163 m n.p.m.)
    - Newcastle Ridge (Newcastle Peak 1333 m n.p.m.)
    - Prince of Wales Range (188 km²)
    - Halifax Range (51 km²)
    - Beaufort Range (647 km², Mount Joan 1556 m n.p.m.)
    - Pelham Range (52 km²)
    - Somerset Range (203 km²)
    - Seymour Range (888 km²)
    - Gowlland Range (58 km²)
    - Pierce Range (94 km²)
    - Haihte Range (75 km²)
    - Elk River Mountains (113 km², Golden Hinde 2197 m n.p.m.)
    - Rees Ridge (Mount Celeste 2041 m n.p.m.)

  - Queen Charlotte Mountains (Mount Moresby 1164 m n.p.m.), Queen Charlotte Island
    - Cameron Range (41 km²)
    - Crease Range (79 km²)
    - McKay Range (60 km²)
    - San Christoval Range (dł. 50 km, 1000 m n.p.m.)
- Olympic Mountains (Mount Olympus 2432 m n.p.m.), Waszyngton
- Góry Kaskadowe (150 000 km², Mount Rainier 4392 m n.p.m.), Kolumbia Brytyjska, Waszyngton, Oregon i pn. Kalifornia
  - Canadian Cascades (Mount Baker 3286 m n.p.m.)
    - Okanagan Range (8872 km², Mont Lago 2655 m n.p.m.)
    - Hozameen Range (3620 km², Jack Mountain 2763 m n.p.m.)
      - Bedded Range (369 km², Coquihalla Mountain 2157 m n.p.m.)

    - Skagit Range (1718 km², Mount Baker 3286 m n.p.m.)
      - Picket Range (547 km², Luna Peak 2533 m n.p.m.)
      - Cheam Range (112 km², Welch Peak 2431 m n.p.m.)

    - Coquihalla Range

  - North Cascades (Glacier Peak 3213 m n.p.m.)
    - Monts Methow (2802 km², North Gardner Mountain 2730 m n.p.m.)
    - Entiat Mountains (1585 km², Mount Fernow 2819 m n.p.m.)
    - Chelan Mountains (1235 km², Cardinal Peak 2618 m n.p.m.)
    - Chuckanut Mountains

  - South Washington Cascades (Mount Rainier 4392 m n.p.m.)
    - Wenatchee Mountains (4774 km², Mount Stuart 2870 m n.p.m.)
    - Goat Rocks (Gilbert Peak 2494 m n.p.m.)

  - Oregon Cascades (Mount Hood 3429 m n.p.m.)
  - California Cascades (Mount Shasta 4322 m n.p.m.)
- Oregon Coast Range (Marys Peak 1249 m n.p.m.), Oregon
  - Northern Oregon Coast Range (Rogers Peak 1130 m n.p.m.)
  - Central Oregon Coast Range (Marys Peak 1249 m n.p.m.)
  - Southern Oregon Coast Range (Bone Mountain 1081 m n.p.m.)
- Calapooya Mountains (Balm Mountain 1879 m n.p.m.), Oregon
- Klamath-Siskiyou, Oregon, Północna Kalifornia
  - Klamath Mountains (Mount Eddy 2751 m n.p.m.), Oregon, Północna Kalifornia
  - Siskiyou Mountains (Mount Ashland 2296 m n.p.m.), Oregon, Północna Kalifornia
  - Trinity Alps (Thompson Peak 2741 m n.p.m.), Północna Kalifornia
  - Salmon Mountains (2726 m n.p.m.), Północna Kalifornia
  - Yolla Bolly Mountains, Północna Kalifornia
- Northern Coast Ranges, Północna Kalifornia
  - King Range (King Peak 1246 m n.p.m.)
  - Mendocino Range
  - Mayacamas Mountains (Cobb Mountain 1440 m n.p.m.)
  - Sonoma Mountains (Sonoma Mountain 700 m n.p.m.)
  - Vaca Mountains (859 m n.p.m.)
  - Marin Hills (Mount Tamalpais 784 m n.p.m.)
- Central California Coast Ranges (Junipero Serra Peak 1785 m n.p.m.), Centralna Kalifornia
  - Berkeley Hills (Vollmer Peak 581 m n.p.m.)
  - Santa Cruz Mountains (Loma Prieta 1155 m n.p.m.)
  - Diablo Range (San Benito Mountain 1605 m n.p.m.)
  - Gabilan Range (1053 m n.p.m.)
  - Santa Lucia Range (Junipero Serra Peak 1785 m n.p.m.)
  - Temblor Range (McKittrick Summit 1320 m n.p.m.)
  - Caliente Range (Caliente Mountain 1556 m n.p.m.)
- Transverse Ranges, Południowa Kalifornia
  - Santa Ynez Mountains (Divide Peak 1434 m n.p.m.)
  - San Rafael Mountains (Big Pine Mountain 2079 m n.p.m.)
  - Sierra Madre Mountains (Peak Mountain 1783 m n.p.m.)
  - Topatopa Mountains (Hines Peak 2047 m n.p.m.)
  - Santa Susana Mountains (Oat Mountain 1142 m n.p.m.)
  - Simi Hills (Simi Peak 733 m n.p.m.)
  - Chalk Hills (331 m n.p.m.)
  - Santa Monica Mountains (Sandstone Peak 948 m n.p.m.)
  - San Gabriel Mountains (Mount San Antonio 3069 m n.p.m.)
  - San Rafael Hills (545 m n.p.m.)
  - Puente Hills (127 m n.p.m.)
  - San Jose Hills (Buzzard Peak 405 m n.p.m.)
  - San Bernardino Mountains (San Gorgonio Mountain 3506 m n.p.m.)
  - Little San Bernardino Mountains (Quail Mountain 1772 m n.p.m.)
  - Tehachapi Mountains (Double Mountain 2436 m n.p.m.)
  - Sierra Pelona Mountains (Burnt Peak 1764 m n.p.m.)
  - San Emigdio Mountains (San Emigdio Mountain 2284 m n.p.m.)
- Peninsular Ranges (San Jacinto Peak 3302 m n.p.m.), Południowa Kalifornia i Meksyk
  - Santa Ana Mountains (Santiago Peak 1734 m n.p.m.), Południowa Kalifornia
  - Chino Hills (485 m n.p.m.), Południowa Kalifornia
  - San Jacinto Mountains (San Jacinto Peak 3302 m n.p.m.), Południowa Kalifornia
  - Palomar Mountain Range (Palomar Mountain 1872 m n.p.m.), Południowa Kalifornia
  - Laguna Mountains (Cuyapaipe Mountain 1944 m n.p.m.), Południowa Kalifornia
  - Sierra de Juárez (1700 km², 3250 m n.p.m.), Północna Baja California, Meksyk
  - Sierra de San Pedro Mártir (12 416 km², Cerro de la Encantada 3096 m n.p.m.), Centralna Baja California, Meksyk
  - Sierra de la Giganta, Południowa Baja California, Meksyk
  - Sierra de la Laguna (2080 m n.p.m.), Południowa Baja California, Meksyk
- Sierra Madre Occidental (Cerro Mohinora 3300 m n.p.m.), północno-zachodni Meksyk

Największe lodowce:
- Harding Icefield
- Sargent Icefield
- Bagley Icefield
- Kluane Icefields
- Juneau Icefield
- Stikine Icecap
- Ha-Iltzuk Icefield (Silverthrone Glacier)
- Monarch Icefield
- Waddington Icefield
- Homathko Icefield
- Lillooet Icecap (Lillooet Crown)
- Pemberton Icefield

Góry Nadbrzeżne zostały wypiętrzone w czasie orogenezy alpejskiej. Zbudowane są ze skał osadowych, magmowych (zarówno głębinowych jak i wylewnych) oraz metamorficznych powstałych w mezozoiku i kenozoiku.
W Górach Nadbrzeżnych znajdują się złoża wielu kopalin, m.in. złota, srebra, rtęci, miedzi, ołowiu i żelaza, skał budowlanych (granitów, bazaltów i in.).